# Оккупай-педофиляй
Оккупа́й-педофиля́й (название производное от Оккупай Абай) — проект международного праворадикального экстремистского общественного движения «Реструкт», созданный под руководством его лидера Максима Марцинкевича (по прозвищу Тесак). Целью проекта была заявлена борьба с растлителями несовершеннолетних. Идея нашла последователей в ряде городов России и за рубежом. В нескольких регионах России активисты проекта предстали перед судом за вымогательство, шантаж, грабежи и причинение вреда здоровью. После ареста Марцинкевича и возбуждения многочисленных уголовных дел в отношении членов «Реструкта» (не связанных именно с проектом «Оккупай-педофиляй») движение в 2014 году объявило о самороспуске.

## Цели и методы проекта

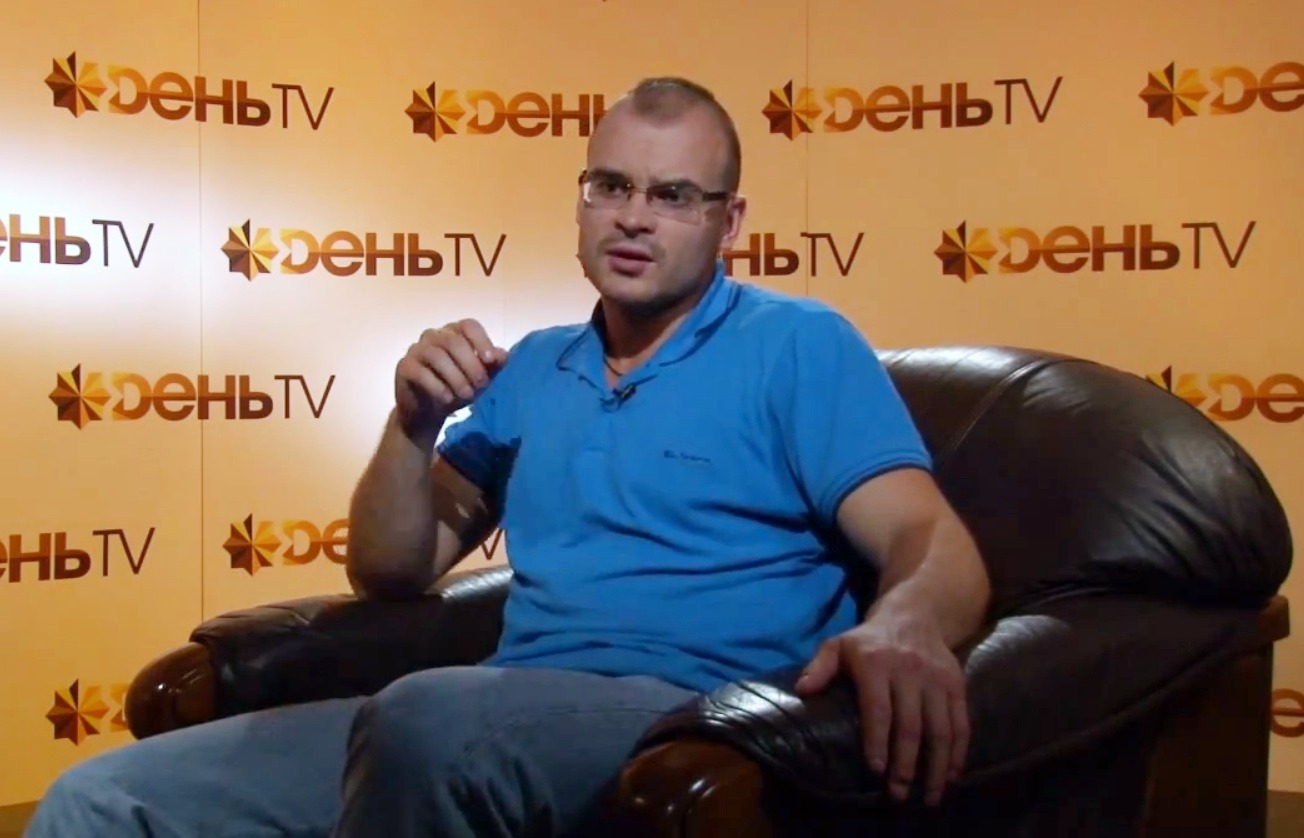
Максим Марцинкевич — идейный вдохновитель движения

Движение «Оккупай-педофиляй» было основано Марцинкевичем после выхода из тюрьмы, где он провел три с половиной года по 282-й статье УК за разжигание ненависти. Идея пришла к Марцинкевичу, по его словам, в октябре 2011 года после просмотра телепрограммы «НТВшники», в которой обсуждался самосуд над педофилом. На видеосервисе YouTube им был создан канал для размещения роликов, в которых он выступал в качестве ведущего. Целью созданного проекта были заявлены поиск педофилов через социальные сети с помощью «наживки» и проведения с ними «профилактических бесед». Подобную деятельность Марцинкевич называл «сафари», за участие в котором он даже брал плату. По утверждению Марцинкевича, темой педофилии он занялся случайно после того, как решил взять интервью у одного педофила и понять, что им движет, а целью подобных видеошоу являлось не стремление «посадить», а желание «полностью сломать жизнь человеку».
В ходе «сафари» участники организации завлекали предполагаемых педофилов, используя социальные сети. Участники движения искали своих жертв, вступая с ними в интимную переписку от имени несовершеннолетних, как правило, мальчиков, зачастую сами провоцируя мужчин с гомосексуальными наклонностями на общение. После этого жертвы приглашались на встречу, во время которой их запугивали, избивали и унижали. Данные действия снимались на видео и выкладывались в интернете.
В сентябре 2013 года внимание телевидения и печатной прессы привлекла организованная Марцинкевичем акция в квартире на Бауманской улице, по результатам чего был арестован бывший заместитель главы Управления Федеральной службы судебных приставов Московской области Андрей Каминов, которому было предъявлено обвинение в развратных действиях сексуального характера в отношении несовершеннолетнего. Позднее Каминов был осуждён на два с половиной года колонии общего режима.
По словам помощника Уполномоченного при Президенте России по делам детей Анны Левченко, члены «Оккупай-педофиляй» иногда откровенно подставляют своих жертв, когда мужчину заманивают на встречу совсем под другим предлогом, а переписку с ребёнком подделывают, создавая фальшивые анкеты. Кроме того, известны случаи, когда переписка велась от лица подростка, достигшего возраста согласия, а на встречу приходил ребёнок, не достигший 16 лет.

## Уголовные дела против участников проекта
Летом 2013 года в Свердловской области в отношении участников местного отделения «Оккупай-педофиляй» было возбуждено уголовное дело по статье 116 УК РФ («побои»). В результате прошедших в городе Каменске-Уральском Свердловской области обысков были обнаружены нунчаки, сюрикены, топоры, а также два десятка заточек и ножей. Потерпевшими по данному делу были признаны 11 человек, которые в период с апреля по июль 2013 года стали жертвами акций движения, методы которого в МВД назвали «жестокими, направленными на унижение человеческого достоинства и сопряженными с преступлениями против жизни и здоровья». В октябре 2015 года суд города Каменск-Уральский признал девятерых участников движения «Оккупай-педофиляй» виновными в создании экстремистской организации, а также в грабеже, истязаниях, угрозе убийством и причинении вреда здоровью. Шестеро из осуждённых получили сроки от трёх до шести лет лишения свободы, трое других получили условные сроки.
На рубеже 2013—2014 годов правоохранительные органы по всей стране стали обращать внимание на региональные отделения «Оккупай-педофиляй», проводились обыски. С осени 2013 года последовали многочисленные аресты членов «Реструкта» за различные противоправные действия (грабёж, вымогательство, побои и др.).
В июне 2014 года «Реструкт» объявил о приостановлении деятельности организации и о планирующемся переформатировании движения в будущем. Одновременно совместно с последователем Филиппом Разинским (занимавшимся ранее написанием движков для онлайн-казино) Тесак запускает финансовую пирамиду TesakMoney. После заключения Тесака в 2014 году под стражу Разинский, собрав деньги с членов движения «Реструкт», уехал на ПМЖ в Израиль.

## Идейные последователи

### «Оккупай-геронтофиляй»
Вскоре последователи Тесака создали аналогичную группу — «Оккупай-геронтофиляй», действовавшую под руководством шестнадцатилетнего Филиппа Разинского по прозвищу Дёниц, который ранее выступал в качестве «наживки» в облавах «Оккупай-педофиляй». Сам Тесак официально не имеет отношения к «Оккупай-геронтофиляй», однако неоднократно отзывался положительно о проекте своего протеже.
Члены группы занимались отловом через социальные сети подростков-геев. Мальчикам назначалась встреча, а затем с ними проводилась «профилактическая беседа», сопровождавшаяся издевательствами с последующей публикацией видеороликов в интернете. Цель кампании объявлялась публично: «Делайте репосты, ломайте им жизнь!».
В Интернете развернулись активные дискуссии между сторонниками и противниками деятельности «Оккупай-геронтофиляй». Многих юристов удивлял сам факт долгого отсутствия какой-либо реакции правоохранительных органов на размещённые видеоролики с унижением детей. Летом 2013 года в полицию и Следственный комитет Российской Федерации поступили заявления на деятельность данной группы от журналистки Елены Шмараевой. Попросил Следственный комитет и Генпрокуратуру РФ проверить деятельность сообщества «Оккупай-геронтофиляй» также и член Совета Федерации Константин Добрынин.
В феврале 2014 года в отношении тогда уже семнадцатилетнего Филиппа Разинского было заведено уголовное дело по ст. 282 («возбуждение ненависти либо вражды, а равно унижение человеческого достоинства с применением насилия») и ст. 137 УК РФ («нарушение неприкосновенности частной жизни») по факту избиения и оскорбления пятнадцатилетнего подростка, сопровождавшихся антисемитскими высказываниями. Данное уголовное дело оказалось уже вторым — в декабре 2013 года в отношении Разинского уже было открыто дело по ст. 282 УК РФ. Первое дело было заведено ещё в то время, когда Разинский выступал наживкой в «Оккупай-педофиляй». По версии следствия, действия этой организации, среди прочего, носили характер возбуждения ненависти по признаку принадлежности к социальной группе людей, объединённых сексуальной ориентацией. Расследование обоих уголовных дел ведёт Главное следственное управление Следственного комитета РФ по Москве.

### Последователи в других странах
В 2013 году идеи Тесака распространились и за пределами России. На территории Украины под руководством Марцинкевича было организовано движение «Голубятня геть!», в результате деятельности которого, в частности, был «допрошен» и подвергся издевательствам украинский певец и участник украинского «Икс-фактора» Александр Богун. По заявлению Богуна в отношении Тесака заведено уголовное дело по статье «Хулиганство».
В августе 2013 года суд Фрунзенского района Минска осудил двух последователей «Оккупай-педофиляй» в Белоруссии по статьям «Оскорбление» и «Незаконный сбор и распространение информации о частной жизни».
Последователи «Оккупай-педофиляй», действовавшие по аналогичной схеме, появлялись также в различных городах Эстонии. Молодые люди через подставные аккаунты в соцсетях находили людей, которые им казались педофилами, встречались с ними и демонстративно унижали их на камеру. В Белоруссии против деятельности минского отделения «Оккупай-педофиляй» также было заведено уголовное дело по обвинениям в экстремизме и пропаганде насилия, а также публичном оскорблении человека.
В Казахстане в ноябре 2013 года к 3 и 4 годам колонии приговорили членов алма-атинской группы «Оккупай-педофиляй», которые знакомились в социальных сетях с геями, заманивали их в квартиру и заставляли признаваться в гомосексуальности перед камерой, а затем вымогали у них деньги, угрожая иначе распространить видео в Интернете.
В Испании в декабре 2013 года полиция задержала пятерых активистов местного движения Proyecto Pilla-Pilla (дословно — «Проект догонялки»), обвиняющихся в дискриминации гомосексуалов, а также в преступлениях на почве ненависти и насилии. Предполагается, что движение было создано в ноябре 2013 года Николаем Заткальницким — молодым человеком, вдохновлённым деятельностью Тесака. Группа занималась заманиванием геев, их запугиванием и публикацией соответствующих видео в Интернете. Несмотря на то, что возраст сексуального согласия в Испании на тот момент составлял 13 лет, это не мешало членам организации охотиться на геев, используя в качестве наживки пятнадцатилетних подростков. В конце декабря аналогичная группа появилась и в Аргентине, однако они декларировали намерение отлавливать гетеросексуальных педофилов.

## В массовой культуре
- Юрий Хованский выпустил видео «Оккупай-Зоофиляй» и «Оккупай-Грантофиляй» в 2012 и 2015 году соответственно[30][31].
- Ролики движения «Оккупай-педофиляй» обыгрываются в серии видео «Оккупай Кинофиляй» блогера BadComedian[32].